# Qatar ExxonMobil Open 1996 - Qualificazioni doppio
Le qualificazioni del doppio  del Qatar ExxonMobil Open 1996 sono state un torneo di tennis preliminare per accedere alla fase finale della manifestazione. I vincitori dell'ultimo turno sono entrati di diritto nel tabellone principale. In caso di ritiro di uno o più giocatori aventi diritto a questi sono subentrati i lucky loser, ossia i giocatori che hanno perso nell'ultimo turno ma che avevano una classifica più alta rispetto agli altri partecipanti che avevano comunque perso nel turno finale.
Le qualificazioni del doppio del torneo Qatar ExxonMobil Open 1996 prevedevano 4 coppie partecipanti di cui una è entrata nel tabellone principale.

## Teste di serie
1. Nicklas Kulti /  Magnus Larsson (ultimo turno)

1. Marc-Kevin Goellner /  David Prinosil (Qualificati)

## Qualificati
1. Marc-Kevin Goellner  /   David Prinosil

## Tabellone

### Legenda
| - Q = Qualificato - WC = Wild card - LL = Lucky loser | - ALT = Alternate - SE = Special Exempt - PR = Protected Ranking | - w/o = Walkover - r = Ritirato - d = Squalificato |

|  | Primo turno | Primo turno                                       | Primo turno                                       | Primo turno | Primo turno |  |  | Ultimo turno | Ultimo turno                       | Ultimo turno | Ultimo turno | Ultimo turno |  |
|  |             |                                                   |                                                   |             |             |  |  |              |                                    |              |              |              |  |
|  | 1           | Nicklas Kulti Magnus Larsson                      | Nicklas Kulti Magnus Larsson                      | 6           | 6           |  |  |              |                                    |              |              |              |  |
|  |             | Nasser-Ghanim Al Khulaifi Sultan Khalfan Al Alawi | Nasser-Ghanim Al Khulaifi Sultan Khalfan Al Alawi | 1           | 0           |  |  | 1            | Nicklas Kulti Magnus Larsson       | 6            | 1            | 4            |  |
|  | 2           | Marc-Kevin Goellner David Prinosil                | 4                                                 | 7           | 6           |  |  | 2            | Marc-Kevin Goellner David Prinosil | 4            | 6            | 6            |  |
|  |             | Gary Muller Byron Talbot                          | 6                                                 | 6           | 4           |  |  |              |                                    |              |              |              |  |